# 1000种死法
《1000种死法》（英語：1000 Ways to Die）是一部美国文献类记录片，2008年5月14日起由Spike TV播放。

## 简介
本节目收集世界各地各种非正常的死亡案例，并通过当今技术模拟整个过程，另外还会请相关人士对事件中人物所做事情进行介绍，也会请相关专家介绍死者的生理死亡原因；另一方面幕后解说也带有黑色幽默的味道。